# توم تايلور (لاعب كرة قدم)
توم تايلور (بالإنجليزية: Tom Taylor)‏ (10 فبراير 1985 في المملكة المتحدة - ) هو لاعب كرة قدم إنجليزي في مركز الوسط. لعب مع غريمسبي تاون ونادي ريكسهام ونادي فيكينغ ونادي والسول وPortland Timbers (2001–2010) ‏ وHalesowen Town F.C. ‏ وWilmington Hammerheads FC ‏ وReal Maryland F.C. ‏.

## وصلات خارجية
- توم تايلور على موقع قاعدة بيانات كرة القدم.إي يو (الإنجليزية)